# Экшен-фигурка
Экшен-фигурка (англ. Action figure) — коллекционная фигурка, обычно изготовленная из пластмассы. Зачастую представляет собой персонаж фильма, комикса, компьютерной игры и тому подобного. Многие экшен-фигурки выпускаются сериями и являются предметом коллекционирования. Такие фигурки изначально предназначались для детей, но со временем рынок переориентировался на взрослых коллекционеров.
Своему названию (от англ. action — действие) игрушка обязана системе шарниров (аналогичной анатомическим суставам), которые по сравнению со статическими игрушками позволяют экшен-фигурке принимать различные позы. Кроме того игрушка обычно позволяет сменить предмет (например, оружие) в руках фигурки, а в некоторых моделях одежду или даже части тела. Отдельные модели могут представлять из себя сборный конструктор.
Существуют также неокрашенные (для самостоятельной покраски) и/или «голые» (только тело) модели.

## История

#### 1960—1970-е
Сам термин появился в 1964 году. Экшен-фигурками свою серию «Солдат Джо» (G.I. Joe) назвала американская компания Hasbro. Коллекция состояла из 27-сантиметровых статуэток и создавалась для детей. У фигурок были подвижные части, сменные тканевые костюмы и аксессуары, с помощью которых создавались игровые сюжеты. Hasbro одновременно начали продвигать свою лицензию на производство фигурок на международном рынке. Лицензия распространялась на основные линейки фигурок героев, идентичные производимым в США, но имеющих свои дополнительные аксессуары.
В 1971 году корпорация Mego представила собственную линейку экшен-фигурок по лицензиям издателей комиксов: DC и Marvel. Фигурки, основанные на образах супергероев, стали хитом для своего времени и позже обрели коллекционную ценность.
В 1977 году компания Kenner, оттеснившая Mego, получила лицензию на только поступивший в кинопрокат блокбастер «Звёздные войны» (Star Wars). Они вывели на рынок разнообразные тематические экшен-фигурки, которые уменьшились в размере до 8-10 сантиметров. Благодаря быстро растущей популярности «Звёздных войн» рынок экшен-фигурок постепенно становится вторым по значимости источником дохода для голливудских киностудий. Его объёмы измерялись в миллиардах долларов.

#### 1980—1990-е
В 1980-е годы рынок экшен-фигурок разросся до невероятных размеров, появлялись герои таких популярных франшиз, как «Повелители Вселенной» (англ. Masters of the Universe), «Солдат Джо» (англ. G.I. Joe), «Громокошки» (англ. Thunder Cats) и многие другие. Сообщество коллекционеров, собиравших фигурки и хранивших их в невскрытой оригинальной упаковке, ширилось. Вместе с тем рынок экшен-фигурок пришёл к перенасыщению предложений. К примеру, одна из самых популярных линеек по «Черепашки-ниндзя» (англ. Teenage Mutant Ninja Turtles) была произведена в таких количествах, что стоимость большинства экшен-фигурок не превышала и двух долларов.
В середине 1990-х, после повторного релиза «Звёздных войн» и появления популярного комикса и мультсериала «Спаун» (Spawn), рынок фигурок переориентировался с детской на подростковую и более взрослую аудиторию коллекционеров.

#### После 2000 года
В конце 1990-х индустрия экшен-фигурок кардинально изменилась благодаря приходу MacFarlane Toys и NECA, издавших фигурки известных киноперсонажей, музыкантов и спортсменов в новом 18-сантиметровом формате (7 дюймов). Этот формат в итоге стал золотой серединой для экшен-фигурок. А линейку фигурок супергероев по комиксам DC и Marvel обновили компании DC Collectibles, Diamond Select Toys и другие.
Ориентируясь теперь уже на взрослую аудиторию коллекционеров, рынок фигурок заменил массовое производство на ограниченные тиражи. Этот совершенно новый формат задали появившиеся в середине 2000-х годов Hot Toys, Sideshow Collectibles и Enterbay. Такой шаг повысил уровень фигурок до качества музейных экспонатов, выполненных теперь уже вручную с невероятной фотореалистичностью лиц, обладающих портретным сходством с актёрами или историческими персонажами. Зачастую статуэтки и фигурки одевались в пошитые тканевые костюмы. Кроме того, коллекционеры получили возможность выбирать форматы: фигурки производились в форматах 1:12 (около 15 см), 1:6 (около 30 см), 1:4 (около 45 см), 1:3 (около 60 см).

## Производство
Фигурки чаще всего производятся из высококачественного ABS-пластика, а для воссоздания элементов костюма используется прорезиненный пластик или тканевые материалы. Покраска осуществляется эмалевыми красками. Иногда дополнительно применяются электронные компоненты для световых (LED) или звуковых эффектов. Позже некоторым экшен-фигуркам, которым требовалось воссоздать аутентичную броню или железные элементы, стали добавлять металлические детали (die-cast).

## Система шарниров
Обычно игрушка гуманоидной формы имеет следующие шарниры:
- головной (шейный) — поворот и наклон головы;
- поясной — поворот и наклон туловища;
- плечевой, локтевой и кистевой;
- тазобедренный, коленный и пяточный.

В зависимости от модели некоторые шарниры могут быть удалены или упрощены (с шарового на цилиндрический) или, наоборот, могут быть добавлены дополнительные шарниры, например пальцевые.